# Roy (New Mexico)
Roy is een plaats (village) in de Amerikaanse staat New Mexico, en valt bestuurlijk gezien onder Harding County.

## Demografie
Bij de volkstelling in 2000 werd het aantal inwoners vastgesteld op 304.
In 2006 is het aantal inwoners door het United States Census Bureau geschat op 224, een daling van 80 (-26,3%).

## Geografie
Volgens het United States Census Bureau beslaat de plaats een oppervlakte van
5,3 km², geheel bestaande uit land. Roy ligt op ongeveer 1797 m boven zeeniveau.

## Plaatsen in de nabije omgeving
De onderstaande figuur toont nabijgelegen plaatsen in een straal van 68 km rond Roy.